# Månen
|  | Denne side handler om Jordens måne. Se måne for andre måner i solsystemet. Se måne (flertydig) for andre betydninger af måne. |
Månen er Jordens eneste måne og den femtestørste naturlige satellit i solsystemet. Dens størrelse i forhold til Jorden gør den til den relativt største måne i solsystemet, som omkredser en planet. Man regner med, at Månen er dannet som resultat af et gigantisk sammenstød mellem den unge Jord og en mindre planet kaldet Theia for 4,51 milliarder år siden.
Den gennemsnitlige afstand mellem centrum af Jorden og af Månen er 384.405 km, hvilket er omkring tredive gange Jordens diameter. Månens diameter er 3.474 km, lidt over en fjerdedel af Jordens. Det betyder, at Månens rumfang er omkring 2 procent af Jordens. Tyngdeaccelerationen på Månens overflade er kun omkring 17 procent af Jordens; det skyldes både at Månen er væsentligt mindre og at den har en væsentligt mindre massefylde end Jorden (3,3 kg/liter mod Jordens 5,5 kg/liter). Månen foretager et helt kredsløb om Jorden for hver 27,3 dage (den sideriske omløbstid), og de periodiske variationer i Jord-Måne-Sol-systemets geometri medfører, at Månen har faser, som gentager sig for hver 29,5 dage (den synodiske omløbstid).
Månen er det eneste himmellegeme, som mennesker er rejst til og har landet på. Det første menneskeskabte objekt, som undslap Jordens tyngdekraft og passerede nær Månen, var Sovjetunionens rumsonde Luna 1. Det første kunstige objekt, som ramte Månens overflade var Luna 2, og de første fotografier af den normalt skjulte bagside af Månen blev optaget af Luna 3, alle tre begivenheder i 1959. Den første rumsonde, som foretog en blød landing på Månen var Luna 9, og den første ubemandede sonde, som gik i kredsløb om Månen var Luna 10, begge de sidstnævnte i 1966. USAs Apollo-program har stået for de eneste bemandede missioner, som har været gennemført indtil nu, idet der blev foretaget seks månelandinger mellem 1969 og 1972. Det første menneske, som satte sin fod på Månen, var Neil Armstrong i 1969. Udforskning af Månen foretaget af mennesker ophørte med afslutningen af Apollo-programmet, men flere lande har offentliggjort mere eller mindre realistiske planer om at sende mennesker til Månen. Blandt andet har Kina annonceret at kinesere vil gå på Månen i år 2024. Derudover har mange planer om ubemandede landinger på Månen, herunder deltagere i Googles Lunar X Prize.
Månens astronomiske symbol  er billedet af den aftagende måne, set fra den nordlige halvkugle.

## Navn og etymologi
Månen har intet andet formelt navn, selv om den en gang imellem betegnes som Luna (latin for måne) for at adskille den fra typebetegnelsen "måne". Månen betegnes desuden som Jordens drabant.
Ordet måne er et germansk ord, beslægtet med det latinske mensis, og dette er igen afledt af den indoeuropæiske rod me-, som genkendes i ord som menstruation. Fra måne er afledt ord som måned og mandag (månedag). På romanske sprog er mandag tilsvarende opkaldt efter luna, eksempelvis betyder lundi mandag på fransk. Efter at Galilei i 1610 opdagede fire jupitermåner og Huygens i 1655 opdagede en måne om saturn blev ordet "måne" i 1665 udvidet til også at dække andre planeters naturlige drabanter. Fra det græske ord for Månen, Σελήνη, benyttes præfikset seleno- eller suffikset -selene[kilde mangler] ved sammensatte ord, der refererer til Månen, fx selenologi og selenografi; navnet på grundstoffet selen kommer også derfra. Det græske ord for måne henviser til månegudinden Selene i den græske mytologi.[kilde mangler]
Troen på Månens særlige betydning for menneskesindet lever videre i eksempelvis det engelske ord for tosse, lunatic, samt det danske ord for sindstilstand "lune".

### Måneguder og månedgudinder og mytologiske væsner knyttet til Månen
| - Sumererne – Nanna - Babylonien – Sin - Fønikerne – Yarkhibol - Egypterne – Iah | - Græske bystater – Hekate & Selene - Romerriget – Luna - Præ-islamisk Arabien – Hilāl - Grønland – Aningaaq (månemanden) |

## Omløb og rotation

### Tilsyneladende bevægelse
I forhold til fiksstjernerne kredser Månen om Jorden i løbet af 27 dage, 7 timer og 43,7 minutter (et siderisk omløb) i retningen fra vest mod øst i samme omdrejningsretning, som Jorden drejer om sin rotationsakse. Set fra Jorden gennemfører den på grund af Jordens meget hurtigere rotation et tilsyneladende kredsløb på en dag, som det også gælder for Solen og fiksstjernerne. I forhold til jordoverfladen kredser den i modsat retning af den, som den følger i forhold til fiksstjernerne, hvorfor Månens opgang (som det også gælder disse) sker i øst og dens nedgang i vest. Eftersom Månens banebevægelse og Jordens rotation begge sker imod urviserens retning, flytter Månen sig ca. 12 grader længere mod øst hver dag, så et tilsyneladende jordomløb i gennemsnit varer 50 minutter længere end 24 timer, hvilket viser sig ved, at Månen hver dag står knapt en time senere op.
Jordens kredsløb om Solen betyder, at det tager længere tid end den sideriske periode, før Månen når samme fase i forhold til Jorden. Dette tidsrum er omkring 29,5 dage (dens synodiske omløbstid).
I modsætning til de fleste måner omkring andre planeter kredser Månen nær ekliptika og ikke i Jordens ækvatorplan. Derfor forløber Månens og Solens tilsyneladende baner tæt ved hinanden. For en betragter på den nordlige halvkugle mere end 5,2° nordligere end den nordlige vendekreds står både Månen og Solen i deres højeste banepunkter (deres kulmination) i syd, mens de for en betragter på den sydlige halvkugle mere end 5,2° sydligere end den sydlige vendekreds står i nord. Set fra en sådan sydlig position synes overfladestrukturerne på Månen at stå på hovedet i forhold til betragtning fra den nordlige halvkugle. I nærheden af ækvator, mellem vendekredsene, ses Månen to gange om måneden i zenit, altså lodret over jordoverfladen.

### Omløbsbane
Månen er den største måne i solsystemet i forhold til den planet, den kredser om, idet dens diameter er en fjerdedel af Jordens og dens masse 1/81 af Jordens (månen Charon er større i forhold til Pluto, der imidlertid er en dværgplanet). På grund heraf, og fordi Solens gravitationsvirkning på dem er sammenlignelig med deres gensidige påvirkning, betragtes Jorden og Månen af nogle som et dobbeltplanetsystem snarere end et Jord-Måne-system. Kritikere af denne opfattelse peger dog på, at de to legemers fælles tyngdepunkt, dobbeltsystemets barycenter, befinder sig i Jordens indre, ca. 4.700 kilometer fra dens centrum, og at Månens overflade er mindre end 1/10 af Jordens og kun svarer til omkring en fjerdedel af Jordens kontinenter (eller omtrent af størrelse som Rusland, Canada og USA tilsammen).
Månens bane om Jorden er tæt på at være en cirkel. Dens største og mindste afstand til Jorden afviger kun med 5,5 procent fra middelværdien. Banen er dog med god tilnærmelse en ellipse med en numerisk excentricitet på 0,055. Middelafstanden for Månens tyngdepunkt fra Jordens tyngdepunkt – dvs. den halve storakse – er 384.400 kilometer. Banepunktet nærmest Jorden, perigæum, ligger i en gennemsnitlig afstand på 363.200 km, mens det fjerneste banepunkt, apogæum gennemsnitligt ligger i en afstand på 405.500 km. Månens passager af Jordens baneplan, ekliptika, kaldes måneknuderne, således at den opstigende knude er passagen til den nordlige og den nedstigende knude passagen til den sydlige himmelhalvdel.
Månen følger Jorden i et fælles omløb om Solen i en fælles, elliptisk bane. Tyngdevariationer under denne bevægelse fører sammen med små baneforstyrrelser forårsaget af de andre planeter til, at Månens omløb om Jorden ikke følger en nøjagtig keplerellipse.
Månebanens punkt nærmest Jorden (i forhold til fiksstjernerne) nås ikke nøjagtigt efter et omløb. Derved opstår der en periheldrejning, så perigæum går en gang rundt om Jorden for hvert 8,85 år. Heller ikke to på hinanden følgende opstigende måneknuder nås i nøjagtigt samme position efter et omløb, men i stedet lidt tidligere. Måneknuderne bevæger sig derfor i løbet af 18,61 år rundt om Jorden i modsat (retrograd) retning i forhold til Månens omløbsretning. Når en passage af en måneknude falder sammen med nymåne, optræder en solformørkelse, og når en passage af en måneknude falder sammen med fuldmåne, optræder en måneformørkelse
Denne cyklus medfører desuden de såkaldte månevendinger: Stedet for Månens opgang i horisonten svinger i løbet af en måned frem og tilbage mellem et sydligst og et nordligst punkt, således som det også gælder for Solen i løbet af et år (Solens analemma). I løbet af et tidsrum på 18,61 år ændrer afstanden mellem de to yderpunkter sig. Når de to yderpunkter ligger længst fra hinanden, som det senest var tilfældet i år 2006, hedder det store månevending, og ved mindste afstand lille månevending. I den forhistoriske astronomi spillede disse månevendinger en vigtig rolle.
I 1997 fandtes asteroiden 3753 Cruithne at have et usædvanlig Jord-tilknyttet hesteskoformet omløb. Astronomer anser den dog ikke for at være endnu en måne, og dens omløb er ikke stabilt på længere sigt. Der er siden opdaget tre andre asteroider, (54509) 2000 PH5, (85770) 1998 UP1 og 2002 AA29 i omløbsbaner svarende til Cruithnes.

#### Baneperioder
Varigheden af et baneomløb for Månen, måneden, kan fastlægges efter forskellige kriterier, som hver udtrykker forskellige aspekter af omløbet.
| Navn         | Tid i dage | Definition |
| ------------ | ---------- | --- |
| siderisk     | 27,321 661 | Samme position i forhold til fiksstjernerne, set fra Jorden.                                                                                       |
| synodisk     | 29,530 588 | Samme position i forhold til Solen, set fra Jorden (Månens faser).                                                                                 |
| tropisk      | 27,321 582 | Samme position i forhold til forårspunktet (Præcession over ~26.000 år).                                                                           |
| drakonitisk  | 27,212 220 | Tiden mellem to passager af den opstigende knude. Betydning for bestemmelse af sol- og måneformørkelser (Præcession på 6.793,5 dage = 18,5996 år). |
| anomalistisk | 27,554 550 | Tiden mellem to perigæumpassager (Recession på 3.232,6 dage = 8,8504 år).                                                                          |

Disse værdier øges langsomt over millioner af år, eftersom Månens baneradius forøges for hvert år.

### Forholdet til Jorden

#### Månens to sider
Månen er i synkron rotation, hvilket betyder, at den altid vender samme side mod Jorden. Tidligt i Månens historie, da Månen roterede langt hurtigere, kom "tidevandshævningen" på Månen foran linjen mellem Jorden og Månen, fordi denne ikke kunne "udligne hævningen" hurtigt nok til at holde den orienteret mod linjen til Jorden. Derved skabtes et moment, som dæmpede Månens omdrejning, og dette fortsatte, til dens omdrejningshastighed kom til at passe med jordomløbet, dvs. at hævningen kom til at ligge på linjen mellem Månen og Jorden, hvorved momentet forsvandt. Dette er et generelt fænomen, som kaldes tidevandslåsning.
Små variationer, kaldet libration, i den vinkel, Månen ses under, betyder, at omkring 59% af måneoverfladen kan ses fra Jorden (men kun halvdelen af Månen i ethvert givet øjeblik).
Den side af Månen, som vender mod Jorden kaldes Månens forside og dens modsatte side for bagsiden. Bagsiden var helt ukendt, indtil den sovjetiske sonde Luna-3 sendte de første billeder tilbage til Jorden i 1959, og den viste sig at være afgørende anderledes end forsiden.
Månens forside kan opdeles i de lyse områder, "højlandene" (Terrae), som udgør ca. 70% af overfladen, og de mørke områder med det misvisende (da der aldrig har eksisteret flydende vand på Månen) navn "have" (mare – flertal marer). I forhold til et gennemsnitligt niveau ligger de mørke marer lavere end de lyse højlande. Det er mørk lava fra tidligere perioders vulkanske aktivitet, som giver marerne deres mørke fremtræden.
På Månens bagside er der i modsætning hertil næsten ingen marer, så højlandet udgør næsten 98% af overfladen. De manglende marer kan hænge sammen med, at skorpen er meget tykkere på Månens bagside.
Både for- og bagside af Månen er dækket af kratere, som er opstået ved nedslag af meteoritter, asteroider eller kometer af forskellig størrelse. Månen har kratere inden i andre kratere og kratere, som er forbundet med hinanden. Der er en halv million kratere, som er mere end 1,6 km brede, og man har beregnet, at der findes omkring 30.000 milliarder kratere, der er mindst 30 cm brede. Kratertætheden er langt større i højlandene end i marerne.

#### Månefaser og betragtning fra Jorden
Månens udseende varierer i løbet af dens baneomløb og fremviser følgende månefaser:
- Nymåne (1) – Månen står mellem Solen og Jorden
- Tiltagende Måne (2–4) – synlig om aftenen
- Fuldmåne (5) – Jorden står mellem Solen og Månen
- Aftagende måne (6–8) – synlig om morgenen
- Halvmåne – tiltagende (3) eller aftagende (7)

Denne fremstilling gælder for betragtning fra Jordens nordlige halvkugle. Ses Månen i stedet fra den sydlige halvkugle, vendes det visuelle indtryk om: Nymåne (1), tiltagende måne (8, 7, 6), fuldmåne (5), aftagende måne (4, 3, 2). Ved betragtning i nærheden af ækvator viser måneseglet sig vandret som en båd- eller skålformet Måne, og månefasernes skift forløber lodret i forhold til horisonten. Denne virknings afhængighed af breddegraden genspejles f.eks. i anvendelsen af et månesegl i form af en skål i nationalflag for nogle lande i nærheden af ækvator.
De dele af Månens forside, som ikke er belyst af Solen, er aldrig helt mørke, fordi de bliver lidt oplyst af en genspejling fra jordoverfladen og jordatmosfæren. Denne belysning kaldes jordskin og ses bedst, når måneseglet er lille.
Jordskinnets årsag blev allerede indset af Leonardo da Vinci. Selv med en prismekikkert med ringe forstørrelse kan der i jordskinnet ses detaljer på Månen, for på grund af Jordens større diameter og langt højere albedo er "fuldjorden" omkring 50 gange så lys som fuldmånen. Måling af jordskinnet giver mulighed for at drage slutninger om ændringer af Jordens atmosfære.
Månens bagside er naturligvis ikke altid mørk, men gennemgår de samme – men forskudte – faseskift som Månens forside. Ved nymåne ligger den i fuldt sollys.
I sin klareste fase (ved fuldmåne) andrager Månens lysstyrke 0,2 lux, og den har en tilsyneladende størrelse på omkring −12,6. Til sammenligning er Solens tilsyneladende størrelsesklasse −26,8, så den lyser 449.000 gange stærkere. Når Månen er i sit første eller sidste kvarter, er dens klarhed ikke halvdelen af fuldmånens, men kun omkring en tiendedel, fordi måneoverfladen ikke er en perfekt Lambert-reflektor. Når der er fuldmåne, optræder der oppositionsvirkninger, som får den til at se klarere ud, mens der i andre faser kastes skygger på overfladen, som formindsker mængden af tilbagekastet lys.
Til trods for sin lave albedo fremtræder Månen som et ret lysende himmellegeme. Månen er imidlertid omtrent den dårligste reflektor i solsystemet og tilbagekaster kun omkring 7% af det lys, der rammer den (omtrent samme andel som tilbagekastes af en klump kul).
Farvekonstansen i menneskets synssans rekalibrerer forholdet mellem farven af et objekt og dets omgivelser, og fordi den omgivende himmel er forholdsvis mørk, ser Månen mere lysende ud.
Månens højde på himlen i løbet af et døgn varierer og ligger næsten inden for samme grænser som Solens. Den afhænger også af årstiden og månefasen, således at fuldmånen står højest om vinteren. Yderligere har Månens 18,6-års cyklus også indvirkning, så når den opstigende knude i Månens kredsløb ligger ved forårsjævndøgn, kan Månens deklination blive så høj som 28° hver måned (som det sidst var tilfældet i 2006). Som følge heraf kan Månen stå i zenith på breddegrader op til 28 grader fra ækvator (som f.eks. i Florida og på de Kanariske Øer eller i Brisbane på den sydlige halvkugle). Lidt over 9 år senere når deklinationen kun 18° N eller S hver måned.
Månen synes at være større, når den står tæt ved horisonten. Dette er en ren psykologisk virkning (måneillusionen), fordi den i virkeligheden er omkring 1,5% mindre nær horisonten, hvor den er op til en jordradius længere væk, end når den står højt på himlen.
Som Solen kan også Månen give anledning til atmosfæriske virkninger, som omfatter en 22°-halo, og de lidt mindre og hyppigere koronaringe, som ses gennem tynde skyer.

#### Formørkelser
Formørkelser kan kun forekomme, når Solen, Jorden og Månen står på en ret linje. Solformørkelser finder kun sted nær nymåne, hvor Månen er mellem Solen og Jorden, mens måneformørkelser kun sker nær fuldmåne, hvor Jorden er mellem Solen og Månen.
Da Månens kredsløbsbane omkring Jorden har en vinkel på omkring 5° i forhold til ekliptika, forekommer formørkelser ikke ved hver fuldmåne og nymåne. For at en formørkelse skal finde sted, må Månen være nær et skæringspunkt mellem de to omløbsplaner.
De periodiske gentagelser af Månens formørkelse af Solen og Jordens formørkelse af Månen beskrives af sarosperioden, som har en cyklus på tilnærmet 6.585,3 dage (18 år, 11 dage og 8 timer).
Set fra Jorden overlapper Solens og Månens vinkeldiameter hinanden, hvorfor både totale og partielle solformørkelser kan forekomme. Ved en total formørkelse dækker Månen helt solskiven, og Solens korona bliver synlig for det blotte øje. Da afstanden mellem Månen og Jorden vokser ganske lidt med tiden, aftager Månens vinkeldiameter. Følgelig kunne Månen for hundredvis af millioner år siden altid dække Solen ved formørkelser, så ringformede partielle formørkelser ikke forekom. Af samme grund vil Månen omkring 600 millioner år fra nu (under forudsætning af, at Solens vinkeldiameter er uændret) ikke længere helt kunne dække Solen, så kun partielle formørkelser vil optræde.
Et relateret fænomen til formørkelse er okkultation. Da Månen altid skjuler et cirkulært areal af himlen med en bredde på 1/2 grad, bliver en klar stjerne eller planet, som passerer bag Månen, okkulteret, dvs. skjult for betragtning fra Jorden. En solformørkelse er derfor en okkultation af Solen. Fordi Månen er tæt på Jorden, kan okkultationer af en enkelt stjerne ikke ses overalt og heller ikke på samme tid. Præcessionen af Månens omløb betyder, at det hvert år er andre stjerner, som okkulteres.

#### Tidevand
Hovedparten af tidevandvandsvirkningen i Jordens have skyldes tidevandskraften (som er en gradient i styrke) fra Månens gravitation og forstærkes af en række forhold i oceanerne. Den tyngdemæssigt relaterede tidevandskraft opstår, fordi den side af Jorden, som vender mod Månen (er Månen nærmest), tiltrækkes mere af Månens gravitation end Jordens centrum – og Jordens modsatte side tiltrækkes endnu mindre. Tidevandskraften trækker Jordens oceaner ud i form af en ellipse med Jorden i centrum. Denne virkning tager form af to buler med forhøjet havniveau i forhold til Jorden: Den ene nærmest Månen og den anden længst væk fra den. Eftersom disse to buler med høj vandstand roterer rundt om Jorden en gang om dagen, når Jorden drejer sig om sin akse, strømmer oceanernes vand uafbrudt mod disse buler, som hele tiden flytter sig. Virkningen af de to buler og de massive oceanstrømninger, som forfølger dem, forstærkes af et samspil med andre faktorer. Det drejer sig om gnidningsmodstanden mellem vandet og oceanernes bund, inertien i vandets bevægelse, oceanbassiner som bliver lavvandede nærmere land og svingninger mellem forskellige bassiner.
Gravitationskoblingen mellem Månen og den ocean-"bule", som er nærmest Månen, påvirker dens kredsløb. Jorden roterer om sin akse i samme retning, men ca. 27 gange hurtigere end Månen kredser om Jorden. Friktionen mellem havbund og oceanernes vand samt vandets inerti betyder, at toppen af bulen nærmest Månen derved hele tiden befinder sig lidt foran den tænkte linje mellem Jordens og Månens centre. Fra Månens perspektiv er bulens massecentrum lidt "foran" det punkt, hvorom den kredser. Præcis det omvendte er tilfældet for bulen på den modsatte side af Jorden. Den er "bagefter" den tænkte linje. Den er imidlertid 12.756 km længere væk og har derfor lidt mindre gravitationskobling til Månen. Nettoresultatet er, at Månen konstant bliver gravitationsmæssigt trukket fremad i sit kredsløb om Jorden. Denne kobling fjerner kinetisk energi og vinkelmoment fra Jordens rotation. Tilsvarende tilføjes der vinkelmoment til Månens kredsløb, hvilket løfter den op i en højere bane med længere omløbstid. Virkningen på Månens baneradius er lille, kun en timilliardtedel pr. år (0,10 ppb/år), men det betyder en målelig forøgelse af afstanden til Månen på 3,82 cm om året eller 3,82 m pr. århundrede.
Bevarelse af vinkelmomentet medfører, at denne forøgelse af Månens halvakse ledsages af en gradvis nedsættelse af Jordens rotation på omkring 0,002 sekunder per dag per århundrede.

## Selenologi og selenografi
Selenologi, dvs. "Månens geologi", beskæftiger sig med dens dannelse, opbygning og udvikling, foruden med dannelsen af de observerede strukturer og de processer, som er involveret heri. Opgaven for selenografien består i fremstilling af månekort, mens videnskaben om målinger af Månen og dens gravitation kaldes selenodæsi.

### Månens overflade

#### Månehave
De mørke områder på Månen, som er uden særlige kendetegn, og som tydeligt kan ses med det blotte øje, kaldes månehave eller maria (ental mare) fra det latinske ord for have, eftersom fortidens astronomer mente, at de var fyldt med vand. De vides nu at være udstrakte, faste områder af gammel, basaltisk lava. Hovedmassen af denne lava stammer fra udbrud og lavastrømme, som er flydt ned i lavninger, som er opstået i forbindelse med nedslagsfordybninger, dannet ved meteorers og kometers kollision med måneoverfladen (Oceanus Procellarum er en undtagelse, da det ikke svarer til noget kendt nedslagsbassin). Månehavene findes næsten udelukkende på Månens forside, idet bagsiden kun har få, spredte områder svarende til så lidt som 2% af dens overflade, sammenlignet med omkring 31% på forsiden. Den sandsynligste forklaring på forskellen hænger sammen med, at der er konstateret en højere koncentration af varmeproducerende elementer på forside-halvkuglen. Dette resultat fremgår af en geokemisk kortlægning, foretaget af Lunar Prospectors gammastråle-spektrometer. Adskillige områder med skjoldvulkaner og vulkankegler er fundet inde i månehavene på Månens forside.

#### Terrae
Regionerne med mere lyse farver kaldes terrae eller blot højsletter, eftersom de ligger højere end de fleste mareområder. Adskillige fremtrædende bjergkæder på Månens forside findes langs udkanten af de gigantiske nedslagsbassiner, hvoraf mange er blevet fyldt af basalt fra månehavene. Disse kæder menes at være de tilbageværende rester af disse bassiners ydre rand. I modsætning til hvad der er tilfældet på Jorden, menes ingen bjerge på Månen at være dannet som følge af tektoniske begivenheder.
Bedømt ud fra billeder taget af Clementine i 1994 ser det ud til, at fire bjergregioner i kanten af det 73 km brede Pearykrater ved Månens nordpol forbliver oplyst under hele Månens kredsløb. Disse toppe med evigt lys eksisterer, fordi Månens aksehældning i forhold til ekliptikas plan er særdeles lille. Tilsvarende områder med evigt lys blev ikke fundet ved Månens sydpol, omend kanten af Shackletonkrateret er oplyst ca. 80% af tiden. En anden følgevirkning af den lille aksehældning er, at der er områder på bunden af mange polarkratere, som altid henligger i skygge. NASA har i sådanne kratere ved sydpolen målt temperaturer ned til -238 °C, hvilket er den laveste temperatur, der nogensinde er målt af et rumfartøj noget sted i Solsystemet.

#### Nedslagskratere
Måneoverfladen viser tydelige spor efter at være blevet påvirket af dannelsen af nedslagskratere. Disse dannes, når asteroider og kometer rammer overfladen, og der findes i alt omkring en halv million kratere med en diameter over 1 km. Eftersom nedslagskratere fremkommer med næsten konstante mellemrum, kan antallet af overlappende kratere pr. arealenhed på et geologisk sted bruges til at anslå overfladens alder ved kratertælling. Fraværet af en atmosfære, indflydelse fra vejret og nutidige geologiske processer betyder, at mange af disse kratere er bevaret særdeles godt i forhold til dem, der kan findes på Jorden.
Det største krater på Månen, som også er det størst kendte krater i solsystemet, er Sydpol-Aitken bassinet. Dette nedslagskrater, som ligger på Månens bagside mellem sydpolen og ækvator, blev dannet for 4,3 mia år siden og har en diameter på omkring 2.240 km og er ca. 13 km dybt. Inde i Sydpol-Aitken Basin er det mindre Schrödinger-bassin, det næst yngste af månens store bassiner med en alder på 3,8 mia år. Fremtrædende nedslagsbassiner på Månens forside er Imbrium, Serenitatis, Crisium og Nectaris.

### Regolit
Over Månens skorpe ligger et findelt overfladelag, som er spredt af de mange nedslag, og som kaldes regolit. Da regolitten dannes ved nedslagsprocesser, er laget på ældre overflader som regel tykkere end på de yngre. I særdeleshed er det anslået, at tykkelsen varierer mellem 3–5 m i marerne og op til 10–20 m i højlandet. Under det fine regolitlag ligger et andet lag, der sædvanligvis omtales som megaregolit. Dette lag er meget tykkere, op til snese af kilometer tykt og består af særdeles opbrudt grundfjeld.

### Tilstedeværelse af vand
Det Store Bombardement og det stadige, uafbrudte bombardement af Månen med kometer og meteorer har sandsynligvis tilført måneoverfladen betydelige mængder vand. Men vandmolekylerne vil blive spaltet af sollyset til bestanddelene brint og ilt, som vil forsvinde ud i rummet på grund af Månens svage tyngdekraft. I dybe kratere nær polerne, hvor bunden ligger i permanent skygge som følge af Månens ringe aksehældning på kun 1.5° i forhold til ekliptikas plan, ville vandmolekyler, som endte her, kunne forblive stabile i lange tidsperioder.
Clementine-missionen har kortlagt kratere ved Månens sydpol  som ligger i en sådan skyggezone, og computersimulationer antyder, at områderne kan dække op til 14.000 km². Resultater fra missionens radareksperiment er i overensstemmelse med små, frosne "lommer" af vand tæt på overfladen, og data fra neutronspektrometeret fra Lunar Prospector antyder, at der er usædvanligt høje koncentrationer af brint i de øverste meter af regolitlaget nær polarregionerne. Skøn over den samlede mængde is ligger på tæt på en kubikkilometer.
Nylige observationer foretaget med Arecibos planetradar antyder dog, at de data fra Clementines radar, som tidligere tolkedes som tegn på tilstedeværelsen af vand, i stedet kan være resultatet af, at der er udkastet klipper fra unge nedslagskratere. Spørgsmålet om mængden af vand på Månen er derfor stadig ikke besvaret, men findes der tilgængelige vandressourcer, vil det gøre månebaser lettere at opretholde, da forsyning med vand fra Jorden vil være ekstremt kostbart. Analyser af LCROSS-eksperimentet, hvor to rumfartøjer den 9. oktober 2009 slog ned i månekrateret Cabeus, som henligger i evigt mørke, har vist, at der findes store mængder vand i det.

## Fysiske forhold

### Indre struktur
Månen består af tre lag med forskellig geokemisk sammensætning, nemlig grundfjeldet (skorpen), kappen og kernen. Denne struktur menes at være opstået ved krystallisation af et flydende magmaocean kort efter Månens dannelse for omkring 4,5 milliarder år siden. Energien, som var nødvendig for at smelte den ydre del af Månen menes at stamme fra et gigantisk sammenstød, som ifølge teorien skabte Jord-Måne-systemet. Krystallisationen af dette magmaocean ville nemlig føre til dannelse af en mafisk kappe og et grundfjeld rigt på plagioklas (se herom under oprindelse og geologisk udvikling nedenfor).
Geokemisk kortlægning foretaget fra rummet fører til den slutning, at Månens skorpe overvejende har anortositisk sammensætning, hvilket er i overensstemmende med hypotesen om magmaoceaner. Grundfjeldet består primært af grundstofferne ilt, silicium, magnesium, jern, calcium og aluminium. På grundlag af geofysiske teknikker anslås dets gennemsnitlige tykkelse at være ca. 50 km.
Delvis smeltning i Månens kappe medførte udbrud af marebasalt til måneoverfladen. Analyser af disse basalter viser, at kappen overvejende består af mineralerne olivin og pyroxen (henholdsvis ortopyroxen og clinopyroxen), og at kappen er mere jernholdig end Jordens. Noget månebasalt er rigt på titanium (i form af mineralet ilmenit), så kappens sammensætning kan være meget heterogen. Der er konstateret "måneskælv" dybt i kappen omkring 1.000 km under overfladen. De forekommer med månedlig periode og står i forbindelse med tidevandsbelastninger fra Månens excentriske omløb af Jorden.
Den gennemsnitlige tæthed af Månen er 3.346,4 kg/m³, hvilket gør den til den næsttætteste måne i solsystemet efter Io. Alligevel antyder flere resultater, at Månens kerne er lille, med en radius på omkring 350 km eller mindre. Det svarer til kun ca. 20% af Månens størrelse, hvilket er helt anderledes end de ca. 50%, som ellers findes hos jordlignende himmellegemer. Kernens sammensætning er lidet kendt, men det antages at den består af metallisk jern forbundet med små mængder svovl og nikkel. Analyser af tidsmæssige ændringer i Månens rotation tyder på, at kernen – i det mindste delvis – er flydende. I 2011 offentliggjorde forskere fra NASA, at analyser af seismologiske data viste, at Månens kerne består af en jernholdig fast kerne med en radius på knap 240 km, og herom en flydende kerne med en radius på 330 km bestående primært af jern. Månens kerne adskiller sig fra Jordens kerne ved at have et delvist smeltet grænselag mellem den flydende kerne og kappen. Grænselaget har en radius på 480 km.

### Topografi
Månens topografi er blevet målt ved afstandsmåling med laser og ved analyse af stereobilleder, senest fra data indhentet ved Clementine-missionen. Det mest iøjnefaldende topografiske træk er Sydpol-Aitken bassinet på Månens bagside, hvori Månens laveste punkter befinder sig. De højeste punkter findes lige nordøst for dette bassin, og det er en teori, at de stammer fra tykke, udkastede lag fra et meget stort, skråt nedslag, som skabte bassinet. Andre store nedslagsbassiner, som Imbrium, Serenitatis, Crisium, Smythii og Orientale har ligeledes lokale dybe steder og høje rande. Et andet særligt kendetegn ved Månens form er, at de høje toppe på dens bagside i gennemsnit er omkring 1,9 km højere end på dens forside.

### Tyngdefelt
Månens gravitationsfelt er blevet målt ved at spore radiosignaler fra sonder i omløb om den. Det anvendte princip benytter Dopplereffekten, ifølge hvilken en rumsondes acceleration i synslinjens retning kan bestemmes på grundlag af små ændringer i radiosignalets frekvens samt kendskab til afstanden mellem sonden og modtagestationen på Jorden. Månens bundne rotation betyder imidlertid, at rumsonder ikke kan spores ret langt forbi Månens rand, hvorfor gravitationsfeltet på dens bagside er dårligt fastlagt.
Det vigtigste kendetegn for Månens gravitationsfelt er forekomsten af masconer (massekoncentrationer), som er store, positive gravitationsanomalier, som står i forbindelse med nogle af de gigantiske nedslagsbassiner. Anomalierne udøver betydelig påvirkning af rumskibe og -sonder i kredsløb om Månen, og en nøjagtig model over dem er nødvendig ved planlægning af både bemandede og ubemandede missioner. Masconerne skyldes delvis tilstedeværelsen af de tunge og tætte lavastrømme af marebasalt, som fylder nogle af bassinerne. De kan imidlertid ikke forklare hele anomalien, så en hævning af grundfjeldet og kappen kræves også. Efter gravitationsmodeller fra Lunar Prospector er det blevet foreslået, at der findes masconer, som ikke udviser tegn på vulkansk marebasalt. Den enorme slette med vulkansk mare-basalt i Oceanus Procellarum indeholder således ingen gravitationsanomali.

### Magnetfelt
Månens eksterne magnetfelt er af størrelsesordenen en til hundrede nanotesla, hvilket er mindre end en hundrededel af Jordens, som er 30-60 mikrotesla. Andre større forskelle består i, at Månen ikke nu har et dipolært magnetfelt (sådan som en geodynamo i dens kerne ville fremkalde), og den magnetisering, som findes, stammer næsten helt fra grundfjeldet. En hypotese går ud på, at magnetiseringen af grundfjeldet skete tidligt i Månens historie, hvor en geodynamo så stadig skulle have været virksom. Kernens ringe størrelse er dog et problem for denne teori. Som et alternativ er det muligt, at der på et lufttomt legeme som Månen vil kunne genereres midlertidige magnetfelter ved store nedslagsbegivenheder. Som støtte herfor er det blevet bemærket, at de kraftigste magnetiseringer af grundfjeldet synes at forekomme nær de gigantiske nedslagsbassiners antipoder. Det er foreslået, at et sådant fænomen kunne være resultatet af en fri ekspansion i en nedslagsfremkaldt sky af plasma rundt om Månen med et omgivende magnetfelt.

### Atmosfære
Atmosfæren på Månen er så tynd, at den næsten ikke findes. Dens samlede masse er mindre end 104 kg. En kilde til dens atmosfære er udsivning af gasarter — frigivelse af gasser som radon, som stammer fra radioaktive henfaldsprocesser i grundfjeld og kappe. En anden vigtig kilde er den såkaldte sputteringproces, som involverer mikrometeoroiders bombardement af overfladen, solvinden, ioner, elektroner og sollys. Gasser, som frigives ved sputtering, kan enten genoptages i regolitten som følge af Månens gravitation, eller gå tabt til det interplanetariske rum via trykket fra solvinden eller ved at blive ført væk i solvindens magnetfelt, hvis de er ioniserede. Grundstofferne natrium (Na) og kalium (K) er blevet fundet ved jordbaserede, spektroskopiske metoder, mens tilstedeværelse af radon–222 (222Rn) og polonium-210 (210Po) sluttes ud fra data indhentet fra alfapartikel-spektrometeret i Lunar Prospector. Argon–40 (40Ar), helium-4 (4He), ilt (O2) og/eller metan (CH4), kvælstof (N2) og/eller kulilte (CO) og kuldioxid (CO2) opdagedes af detektorer på overfladen, som placeredes af Apollo-astronauter.

### Overfladetemperatur
Under månedagen er temperaturen i gennemsnit 107 °C, mens gennemsnittet for natten falder til -153 °C.

## Oprindelse og geologisk udvikling

### Dannelse
Der er overvejet adskillige mekanismer, som kan have ført til Månens dannelse, der menes at være sket for 4,527 ± 0,010 milliarder år siden, dvs. omkring 30–50 millioner år efter Solsystemets dannelse. Tidspunktet er beregnet af et internationalt forskerteam fra ETH Zürich og universiteterne i Münster, Köln og Oxford, som benyttede en analyse af isotopen Wolfram-182 til bestemmelsen.

#### Spaltningshypotesen
Tidlige spekulationer gik ud på, at Månen slyngedes ud fra Jordens overflade af centrifugalkraften, hvilket efterlod et bassin – som antoges at være Stillehavet – som et ar. Denne ide kræver imidlertid en alt for stor oprindelig jordrotation, og selvom dette havde været muligt, ville en sådan begivenhed have givet til resultat, at Månens omløb ville følge Jordens ækvatorplan, hvilket ikke er tilfældet.

#### Indfangningshypotesen
Andre spekulationer er gået på, at Månen dannedes et andet sted og senere blev indfanget af Jordens gravitation. Imidlertid er de betingelser, som er nødvendige for at dette kan have forekommet, usandsynlige. Det gælder f.eks., at Jordens atmosfære skulle have været langt tykkere end nu for at kunne dissipere energien fra en forbipasserende Måne.

#### Samdannelseshypotesen
Denne antager, at Jorden og Månen dannedes samtidig på samme tid og sted ved sammenstød i en skive af stof i omløb om Solen. Månen skulle så være dannet af materiale i omløb om den unge proto-Jord på samme måde, som planeterne dannedes omkring Solen. Det er anført, at denne hypotese ikke fyldestgørende forklarer manglen på metallisk jern på Månen.
En hovedmangel ved alle ovenstående hypoteser er, at de ikke uden videre kan forklare det høje vinkelmoment i Jord-Måne-systemet.

#### Gigantsammenstødshypotesen
Den fremherskende hypotese i dag er, at Jord-Måne-systemet dannedes som følge af et gigantsammenstød. En klode på størrelse med Mars (benævnt "Theia") menes at have ramt proto-Jorden og derved have sprængt tilstrækkeligt materiale ud i kredsløb om proto-Jorden til at Månen kunne dannes ved sammenkitning af dette i forbindelse med sammenstød. Eftersom den samme sammenkitningsproces menes at have dannet alle planetlegemerne, anses sådanne gigantsammenstød at have påvirket de fleste – og måske alle – planeterne. Modeller, som er gennemført ved computersimulationer af et gigantsammenstød, er i overensstemmelse med målinger af Jord-Måne-systemets vinkelmoment og med den lille størrelse af Månens kerne. Uafklarede spørgsmål ved denne teori drejer sig om at fastlægge den relative størrelse af proto-Jorden og Theia, og hvor meget materiale fra disse to legemer, som dannede Månen.

### Magmaocean på Månen
Fordi der er frigivet enorme energimængder både ved gigantsammenstødet og ved den følgende sammenkitning af materiale i jordomløb, antages det, at en stor del af Månen oprindelig var i smeltet tilstand. Der henvises almindeligvis til denne ydre, smeltede del af Månen som et magmaocean, og skøn over dets dybde går fra omkring 500 km til hele Månens radius.
Efterhånden som magmaoceanet afkøledes, krystalliserede det delvis og opdeltes, hvilket medførte skabelse af Månens skorpe og kappe som geokemisk adskilte lag. Kappen anses for at være dannet primært ved udfældning og nedsynkning af mineralerne olivin, clinopyroxen og ortopyroxen. Da omkring tre fjerdedele af krystallisationen af magmaoceanet var sket, menes mineralet anortit at være udfældet og flydt op til Månens overflade på grund af sin lave massefylde, hvorved skorpen blev dannet af kumulatbjergarten anortosit.
De sidste flydende stoffer, som krystalliseredes i magmaoceanet, ville oprindelig have været klemt inde mellem skorpen og kappen og bestå af en stor mængde residuale og radioaktive (varmeproducerende) grundstoffer. Denne geokemiske komponent omtales med forkortelsen KREEP, der står for kalium (K), sjældne jordarter (REE – rare earth elements) og fosfor (P), og synes at være koncentreret indenfor et lille geologisk område, der indbefatter det meste af Oceanus Procellarum og Mare Imbrium på Månens forside.

### Geologisk udvikling
En stor del af Månens geologiske udvikling efter størkningen af magmaoceanet er domineret af de nedslag, som har dannet nedslagskratere på overfladen. Månens geologiske tidsaldre er i det store og hele opdelt i perioder på basis af prominente bassindannende nedslag, som det f.eks. gælder Nectaris, Imbrium og Orientale. Disse nedslagsstrukturer er karakteriseret ved at have flere ringe af opløftet materiale og være fra hundreder til tusinder af kilometer i diameter. Hvert bassin omgivet af flere ringe er forbundet med et bredt tæppe af udkastet stof, som danner en stratigrafisk horisont for området. Skønt kun få af disse bassiner er blevet endegyldigt dateret, gør de nytte som grundlag for fastsættelse af relativ alder på basis af stratigrafiske overvejelser. De vedvarende virkninger af kraterdannelse ved nedslag er ansvarlige for dannelse af regolitten.
Den anden betydningsfulde geologiske proces, som påvirkede Månens overflade, var marevulkanisme. Ophobningen af varmeproducerende grundstoffer i KREEP-områderne menes at have opvarmet den underliggende kappe med en delvis smeltning til følge. En del af disse magmaer steg op til overfladen og forårsagede udbrud, som er grunden til de høje koncentrationer af marebasalter på Månens forside. Hovedparten af Månens marebasalt stammer fra udbrud, som i Imbrianperioden skete i dette geologiske område for 3–3,5 milliarder år siden. Dog er nogle prøver dateret til en så høj alder som 4,2 milliarder år, og de yngste udbrud menes på grundlag af kratertælling at være sket for kun 1,2 milliarder år siden.
Det har tidligere været omtvistet, hvorvidt dannelser på Månens overflade undergår ændringer i tidens løb. Nogle forskere har hævdet, at kratere enten opstod eller forsvandt, eller at andre former for midlertidige fænomener har fundet sted. I dag menes mange af disse observationer at have været illusioner, stammende fra observation under forskellige lysbetingelser, dårlig astronomisk teknik eller unøjagtigheder i fortidige tegninger. Alligevel vides det, at f.eks. udstrømning af gasarter forekommer, og sådanne begivenheder kan være årsag til i hvert fald en mindre procentdel af de rapporterede forbigående månefænomener. Det er fornylig blevet foreslået, at en region med en diameter omkring 3 km ændredes ved en gasudstrømning for kun en million år siden.

### Måneklipper
Klipperne på Månen falder i to kategorier afhængigt af, om de hører til Månens højland eller mareområderne. Højlandets klipper kan opdeles i tre grupper efter deres bestanddele: den jernholdige anortositgruppe, magnesiumgruppen og alkaligruppen (nogle anser dog alkaligruppen for at være en undergruppe af magnesiumgruppen). Klipperne i gruppen "jernholdig anortosit" består næsten udelukkende af mineralet anortit (der er en calciumrig feldspat), og som menes at repræsentere akkumulationer af flydende plagioklas i Månens magmaocean. Datering af den jernholdige anortosit med radiometriske metoder har fastlagt tidspunktet for dens dannelse til at være sket for ca. 4,4 milliarder år siden.
Magnesium- og alkaligruppen er overvejende mafisk plutonisk klippe. Typiske bjergarter er dunit, troctolit, gabbro, anortosit og – ved ekstrem grad af opsmeltning 'månegranit' som restitbjergart. I modsætning til gruppen af jernholdigt anortosit har disse klipper alle et relativt højt Mg/Fe-forhold i deres mafiske mineraler. I almindelighed repræsenterer disse klipper intrusioner i den allerede dannede højlandsskorpe (omend nogle få og sjældne eksempler synes at være udstrømmede lavaer), og de er blevet dateret til at være dannet for omkring 4,4–3,9 milliarder år siden. Mange af disse klipper har et højt indhold af den geokemiske komponent KREEP eller stoffer af samme art.
Månens mareområder består udelukkende af plateaubasalter dateret til fra 3,1 til 3,8 milliarder år. Omend de ligner jordiske basalter, har de langt højere jernindhold, et højt indhold af ilmenit (titanoxid) og indeholder stadig glasser der på Jorden ville være omdannet ved hydrering (vandige opløsninger) efter få millioner år.
Astronauter fra månelandingerne har berettet, at støv fra måneoverfladen føltes som sne og lugtede som krudtrøg. Støvet er sandsynligvis dannet af meteorer, som er slået ned på Månens overflade. Det indeholder desuden calcium og magnesium.

## Udforskning
Det første store spring i udforskningen af Månen udløstes af teleskopets opfindelse. Galileo Galilei gjorde god brug af dette nye instrument og betragtede bjerge og kratere på måneoverfladen.
Den kolde krig medførte et rumkapløb mellem Sovjetunionen og USA, hvilket førte til stigende interesse for Månen. Ubemandede sonder, som passerede Månen eller som slog ned/landede på Månen blev opsendt, så hurtigt som opsendelseskapaciteten tillod det. Det sovjetiske Luna-program blev det første, som nåede Månen med et ubemandet rumskib. Det første menneskeskabte objekt som frigjorde sig fra Jordens tyngdekraft og passerede nær Månen var Luna 1, det første menneskeskabte objekt som slog ned på måneoverfladen var Luna 2, og de første fotografier af den skjulte bagside af Månen blev taget af Luna 3, alle i 1959. Den første månesonde, som udførte en vellykket semi-blød landing var Luna 9, og det første ubemandede rumskib, som gik i kredsløb om Månen var Luna 10, begge i 1966. Måneprøver er blevet returneret til Jorden af tre Luna-missioner (Luna 16, 20 og 24) og af Apollo-missionerne 11 til 17 (bortset fra Apollo 13, som måtte afbryde sin planlagte månelanding).
Landsætningen af de første mennesker på Månen i 1969 kan ses som rumkapløbets kulmination. Neil Armstrong blev det første menneske, som satte sin fod på Månen som kaptajn på den amerikanske månemission Apollo 11 kl. 02:56 UTC den 21. juli 1969. Den amerikanske månelanding og missionens tilbagevenden til Jorden blev muliggjort af betragtelige teknologiske fremskridt, bl.a. på områder som kemisk varmedissipation og teknologi omkring genindtræden i atmosfæren i de tidlige 1960'ere.
Alle de landende Apollo-missioner installerede videnskabelige instrumenter på måneoverfladen. Atomdrevne ALSEP-stationer (fra engelsk: Apollo Lunar Surface Experiment Package (Apollo eksperimentpakke til måneoverfladen) blev opstillet på landingsstederne for Apollo 12, 14, 15, 16 og 17, mens en midlertidig station med betegnelsen EASEP (Engelsk: Early Apollo Scientific Experiments Package (tidlig videnskabelig eksperimentpakke til Apollo) blev opstillet under Apollo 11-missionen. ALSEP-stationerne indbefattede bl.a. instrumenter til måling af varmestrømme, seismometre, magnetometre og laserreflektorer. Datatransmission til Jorden blev afbrudt 30. september 1977 af omkostningsmæssige grunde. Da reflektoropstillingerne til afstandsmåling til Månen med laser (LLR) er passive, er disse dog stadig i brug, og målinger foretages rutinemæssigt fra jordbaserede stationer med en nøjagtighed på få centimeter. Data fra disse eksperimenter bruges til at bedømme grænserne for størrelsen af Månens kerne og Månens latente flugt fra Jorden.
Eugene Cernan fra Apollo 17 er indtil videre den sidste, som har gået på Månen. Det skete 14. december 1972.
Fra midten af 1960'erne til midten af 1970'erne nåede 65 kunstige objekter til Månen (både bemandede og robotstyrede, og heraf ti alene i året 1971), hvoraf det sidste var Luna 24 i 1976. Kun 18 af disse var kontrollerede månelandinger, og heraf gennemførte halvdelen en returrejse og vendte tilbage med prøver af måneklipper. Sovjetunionen vendte derpå primært opmærksomheden mod Venus og rumstationer, mens USA's interesse rettedes mod Mars og videre ud. I 1990 sendte Japan Hiten-sonden i kredsløb om Månen og blev dermed den tredje nation, som udførte denne bedrift. Sonden frigjorde en mindre sonde, Hagomoro, i månekredsløb, men dens sender svigtede og forhindrede dermed opnåelse af yderligere videnskabelige resultater fra missionen.
I 1994 vendte USA tilbage til Månen med Pentagons Clementine-sonde, som opnåede den første, næsten fuldstændige topografiske kortlægning af Månen og de første globale multispektrum-billeder af overfladen. Den efterfulgtes af NASA's Lunar Prospector-mission i 1998. Neutronspektrometeret i Lunar Prospector antydede tilstedeværelsen af et overskud af brint ved Månens poler, hvilket sandsynligvis kan stamme fra forekomster af is i de øverste få meter af regolitten i kratere, som ligger i permanent skygge.
Den europæiske rumsonde SMART-1 opsendtes d. 27. september 2003 og kredsede om Månen fra d. 15. november 2004 til d. 3. september 2006.
Den 14. januar 2004 fremsatte den amerikanske præsident George W. Bush en plan for igen at sende bemandede missioner til Månen i 2020. NASA planlægger nu opførelsen af en permanent base ved en af Månens poler. Folkerepublikken Kina har fremsat ambitiøse planer for udforskning af Månen og har iværksat Chang'e-programmet til dette og allerede med held opsendt sit første rumfartøj Chang'e-1 den 24. oktober 2007. Indien påtænker at opsende adskillige ubemandede missioner, begyndende med Chandrayaan I i februar 2008 og efterfulgt af Chandrayaan II i 2010 eller 2011. Den sidstnævnte skal omfatte et robotkøretøj. Indien har også udtrykt håb om at gennemføre en bemandet mission til Månen omkring 2030. USA vil opsende Lunar Reconnaissance Orbiter i 2009, og Rusland har ligeledes annonceret sit ønske om at genoptage sit tidligere opgivne projekt Luna-Glob, som består af to ubemandede moduler: Et kredsløbsmodul og et landingsmodul, og som er planlagt til 2012.
Google Lunar X Prize er en præmiesum på 20 millioner US-dollars, udsat af X Prize Foundation den 13. september 2007 med det håb at fremme og opmuntre privatfinansierede Måneekspeditioner. Den tildeles enhver, som er i stand til at landsætte et robotkøretøj på Månen og opfylde visse andre specificerede krav.
Den 14. september 2007 opsendte Japan Aerospace Exploration Agency rumsonden SELENE (også kendt under navnet Kaguya), som kredsede om Månen og var udstyret med et videokamera med høj opløsning, og som desuden frigjorde to minisatellitter. Denne mission forventedes at vare et år, men kom til at strække sig over 21 måneder.

### Aktuelle månesonder
- — Lunar Reconnaissance Orbiter (LRO), gik i kredsløb d. 23. juni 2009.
- — Chang'e 2 (månegudinde), gik i kredsløb d. 15. oktober 2010
- — GRAIL-sonderne skal opmåle Månens tyngdefelt; GRAIL-A gik i kredsløb d. 31. december 2011, mens GRAIL-B gik i kredsløb d. 1. januar 2012.
- — Chandrayaan-2 ((sanskrit): månefartøj) forventes opsendt i 2014.
- — Luna-Glob-1 forventes opsendt i 2015. Fire japanske penetratorer skal skydes ned på måneoverfladen, mens kredseren skal måle højenergineutrinoer, der er blevet bremset af Månen (LORD: Lunar Orbital Radio Detector)[85].

## Menneskehedens forståelse
Månen har været emne for mange kunstværker og skrifter og tjent som inspiration for talløse andre. Den har været et motiv i billedkunsten, i den udøvende kunst, i prosa, poesi og musik. En indristning i en 5.000 år gammel klippe ved Knowth i Irland fremstiller muligvis Månen og vil så være den tidligste afbildning, som er fundet. I mange forhistoriske kulturer mentes Månen at være en Guddom eller et andet overnaturligt fænomen, og i astrologien medregnes Månens virkninger stadig.
Blandt de første vestlige tænkere, som fremsatte en videnskabelig forklaring på Månen, var den græske filosof Anaxagoras (død 428 f.Kr.), som sluttede sig til, at Solen og Månen begge var gigantiske stenkugler, og at Månen tilbagekastede lyset fra Solen. Hans ateistiske syn på himlene var en af grundene til hans fængsling og senere landsforvisning.
I Aristoteles' (384–322 f.Kr.) beskrivelse af universet udgjorde Månen grænsen mellem sfærerne for de flygtige elementer (jord, vand, luft og ild), og de uforgængelige stjerner af æter. Denne opdeling forblev en del af den gængse fysik i mange århundreder.
I den periode i Kinas historie, som kaldes de krigende riger, anviste astronomen Shi Shen (4. århundrede f.Kr.), hvorledes man kunne forudsige sol- og måneformørkelser på grundlag af Månens og Solens relative stilling. Skønt kineserne under Han-dynastiet (202 f.Kr.–202 e.Kr.) mente, at Månen var energi, som var lig med qi, indgik det i deres teori for 'strålepåvirkning', at Månens lys kun var en tilbagekastning fra Solen (som også hævdet af Anaxagoras). Dette støttedes af førende tænkere som Jing Fang (78–37 f. Kr.) og Zhang Heng (78–139 e.Kr.), men blev imødegået af den indflydelsesrige filosof Wang Chong (27–97 e.Kr.). Jing Fang bemærkede Månens kugleform, mens Zhang Heng nøjagtigt beskrev måne- og solformørkelse. Disse antagelser støttedes af Shen Kuo (1031–1095) fra Song-dynastiet (960–1279), som skabte en allegori, hvori han lignede Månens til- og aftagen med en rund bold af spejlende sølv, som – når den dryssedes med hvidt pulver og blev set fra siden – ville synes at være et segl. Han bemærkede også, at årsagen til, at Solen og Månen ikke formørkedes hver gang, deres baner mødtes, var en lille vinkel mellem deres omløbsplaner.
Før teleskopets opfindelse begyndte flere og flere i middelalderens Europa at se på Månen som en kugle, der ansås for at være "perfekt glat". I 1609 udgav Galileo Galilei imidlertid de første tegninger fra sine kikkertobservationer i sin bog Sidereus Nuncius og bemærkede, at den ikke var glat, men havde bjerge og kratere. Senere i det 17. århundrede udfærdigede Giovanni Battista Riccioli og Francesco Maria Grimaldi kort over Månen og gav mange kratere de navne, de stadig har bevaret.
På kort blev de mørke områder på Månens overflade kaldt marer (ental mare) eller have, mens de lyse område kaldtes terrae eller kontinenter.[kilde mangler]
Muligheden for, at Månen havde vegetation og var beboet af "måneboere" blev seriøst overvejet af fremtrædende astronomer så langt frem som til de første årtier af det 19. århundrede. Kontrasten mellem de lysere højlande og mørkere have skaber mønstre, der af forskellige kulturer er blevet opfattet som f.eks. "Manden i Månen", "kaninen" og "bøflen".[kilde mangler]
I 1835 narrede det store månebedrag en hel del mennesker til at tro, at der levede eksotiske væsener på Månen. På næsten samme tidspunkt (i 1834–1836) offentliggjorde Wilhelm Beer og Johann Heinrich Mädler deres Mappa Selenographica i fire bind og bogen Der Mond i 1837, som endeligt slog den konklusion fast, at Månen ikke har områder med vand og heller ingen atmosfære af betydning.
Månens bagside forblev helt ukendt, indtil Luna 3-månesonden opsendtes i 1959, og den blev først omfattende kortlagt under Lunar Orbiter-programmet i 1960'erne.

## Juridisk status
Selv om Sovjetunionen spredte adskillige sovjetiske flag fra Luna 2 i 1959 og ved senere månelandinger, og USA's flag symbolsk er blevet opsat på Månen, har ingen nation indtil nu rejst krav om ret til nogen del af Månen. Både Rusland og USA er medunderskrivere på Traktaten om det ydre rum, som placerer Månen under samme jurisdiktion som internationale farvande (latin: Res communis). Denne traktat foreskriver også, at Månen skal benyttes til fredelige formål og forbyder eksplicit militære anlæg og masseødelæggelsesvåben (herunder kernevåben).
En anden traktat, Månetraktaten, er blevet foreslået for at begrænse nogen enkelt nations udnyttelse af Månens ressourcer, men den er ikke blevet undertegnet af nogen af de nationer, som driver rumfart. Adskillige enkeltpersoner har rejst krav på Månen helt eller delvis, omend ingen af disse krav anses for at være holdbare.